# Siegfried Kaiser (Fußballspieler)
Siegfried Kaiser (* 18. Dezember 1926; † 17. November 2019) war ein deutscher Fußballspieler. In der höchsten Spielklasse des DDR-Fußballs, der Oberliga, spielte er für die BSG Motor Zwickau und den SC Wismut Karl-Marx-Stadt. Kaiser absolvierte ein Länderspiel für die DDR-A-Nationalmannschaft.

## Sportliche Laufbahn
Erst mit 27 Jahren kam Siegfried Kaiser 1954 zu seinen ersten Einsätzen in der Oberligamannschaft des ersten DDR-Fußballmeisters Motor Zwickau. Am 3. Juli 1954 stand er in der Elf, die das Endspiel um den FDGB-Pokal bestritt. Dort wurde er als Mittelstürmer aufgeboten, konnte aber die 1:2-Niederlage gegen den ZASK Vorwärts Berlin nicht verhindern. Auf dieser Position spielte Kaiser auch in seinem einzigen A-Länderspiel am 26. September 1954, das in Rostock gegen Polen mit 0:1 verloren ging. Danach nahm Kaiser auch aufgrund seiner Schnelligkeit und der geringen Körpergröße die Position des Linksaußens ein. Zumal bei Zwickau mit Rainer Franz ein junger hoffnungsvoller Mittelstürmer immer mehr in Erscheinung trat.
Nach 53 Oberligaspielen und 17 Punktspieltoren wechselte Kaiser zu Beginn der Spielzeit 1957 zum aktuellen DDR-Fußballmeister, dem in Aue spielenden Bezirksrivalen SC Wismut Karl-Marx-Stadt. Auch hier spielte der kleine Stürmer auf der Linksaußenposition. Als Mittelstürmer war Willy Tröger praktisch gesetzt. Mit 24 von 26 möglichen Punktspielen und sechs Toren sorgte Kaiser für die erfolgreiche Titelverteidigung. Auch an der dritten Wismut-Meisterschaft 1959 war er beteiligt, konnte jedoch aufgrund einer schweren Verletzung, die er sich im August in einem Freundschaftsspiel gegen den Wiener SK zugezogen hatte, nur in 15 Punktspielen mitwirken, in denen er drei Tore erzielte. Sein letztes Pflichtspiel für Wismut bestritt Kaiser in der Wiederholung des Pokalendspiels am 13. Dezember 1959 gegen den SC Dynamo Berlin, das die Wismut-Elf mit 2:3 verlor. In der 65. Minute hatte Kaiser den zwischenzeitlichen 2:2-Ausgleich erzielt.
Am 15. Februar 1960 wurde in der Karl-Marx-Städter Tageszeitung Freie Presse folgende Meldung veröffentlicht:
„Das Oberligakollektiv des SC Wismut beschloß einstimmig, Siegfried Kaiser auf Grund grober Verfehlungen, die der sozialistischen Moral gröbstens widersprechen, aus dem SC Wismut auszuschließen.“
Hanns Leske sowie Michael Horn und Gottfried Weise berichten in der Enzyklopädie des DDR-Fußballs beziehungsweise in Das große Lexikon des DDR-Fussballs, dass der Ausschluss erfolgte, nachdem Kaiser wegen eines Beinbruchs seine Fußballkarriere bereits beendet und sich ins westdeutsche Coburg abgesetzt hatte. In seinen drei Spielzeiten beim SC Wismut hatte Kaiser 58 Partien in der Oberligaelf absolviert und dabei 14 Tore erzielt.

## Weiterer Werdegang
Kaiser lebte bis zu seinem Tod in Neustadt bei Coburg. Er verstarb am 17. November 2019.